# سیارک ۳۷۳۶
سیارک ۳۷۳۶ (به انگلیسی: 3736 Rokoske، نامگذاری:1987SY3) سه هزار و هفتصد و سی و ششمین سیارک کشف شده‌است که در ۲۶ سپتامبر ۱۹۸۷ کشف شد.
قدر مطلق سیارک برابر ۱۱٫۱۰ است.